# Kris Jamaer
Kris Jamaer is een personage uit de Vlaamse ziekenhuisserie Spoed dat werd gespeeld door Inge Paulussen. Ze was een vast gastpersonage in 2002 en keerde nadien nog even terug in 2003.
Kris Jamaer mag Kathy Pieters vervangen wanneer ze naar Brugge gaat. Wanneer Kathy Pieters terugkomt, gaat Kris Jamaer weer weg.